# STAYC
STAYC (hangul: 스테이씨) är en sydkoreansk tjejgrupp bildad av High Up Entertainment. Gruppen består av sex medlemmar: Sumin, Sieun, Isa, Seeun, Yoon och J. De debuterade den 12 november 2020, med släppet av deras debutsingelalbum Star to a Young Culture.

## Diskografi

### EP
- Stereotype (2021)
- Young-Luv.com (2022)

### Singelalbum
- Star to a Young Culture (2020)
- Staydom (2021)
- We Need Love (2022)
- Teddy Bear (2023)